# Viktor Emanuel II.

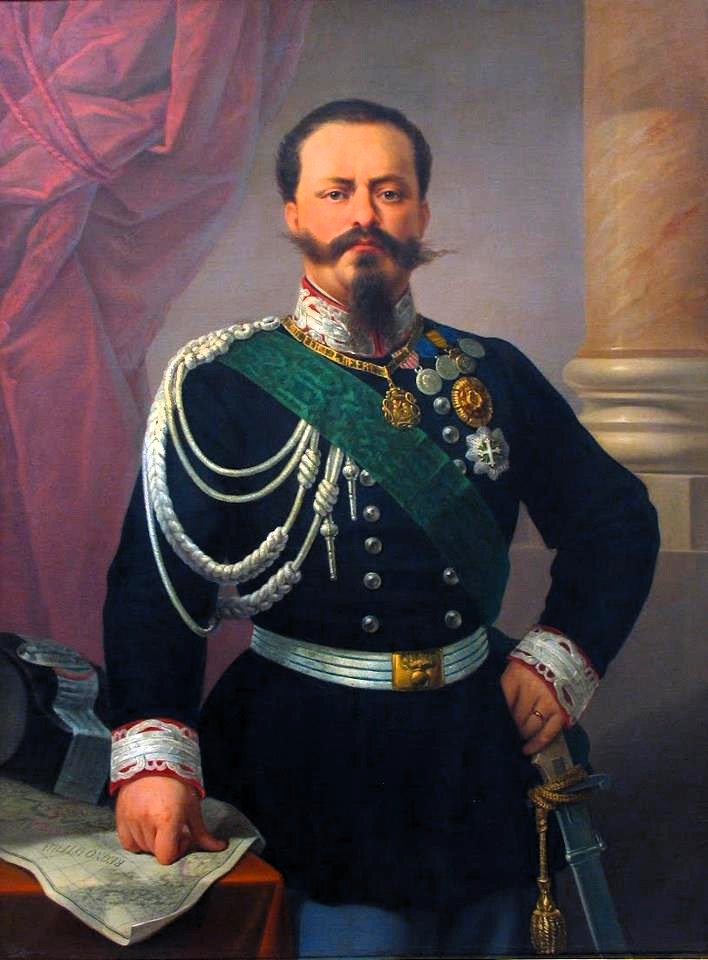
Viktor Emanuel II. (Gemälde von 1860)

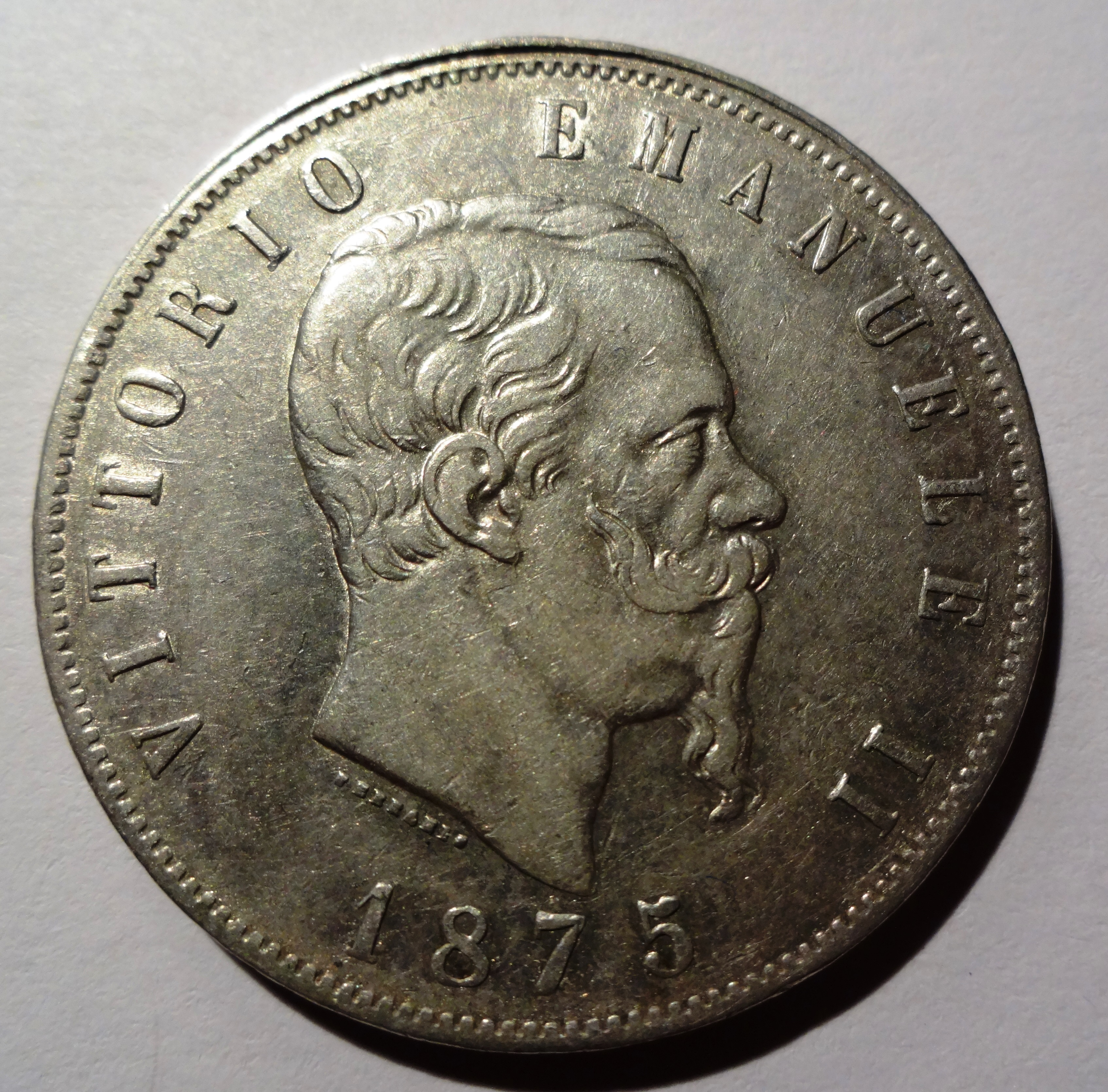
Viktor Emanuel II. auf einer 5-Lire-Münze, 1875

Viktor Emanuel II., mit vollem Namen Vittorio Emanuele Maria Alberto Eugenio Ferdinando Tommaso di Savoia, italienisch Vittorio Emanuele II. (* 14. März 1820 im Palazzo Carignano, Turin; † 9. Januar 1878 in Rom) aus dem Haus Savoyen war von 1849 bis 1861 König von Sardinien-Piemont.
Gemeinsam mit seinem Premierminister Camillo Benso von Cavour stellte sich Viktor Emanuel an die Spitze der italienischen Einigungsbewegung (Risorgimento), an dessen Ende die Schaffung eines geeinten Nationalstaates stand. Am 17. März 1861 nahm er den Titel König von Italien an und regierte das Land bis zu seinem Tod im Jahre 1878.

## Herkunft und frühe Jahre
Viktor Emanuel wurde am 14. März 1820 als ältester Sohn des Prinzen Karl Albert von Savoyen, Herzog von Carignan, und dessen Gemahlin Erzherzogin Maria Theresia von Österreich-Toskana geboren. Als sein reaktionärer Großonkel Viktor Emanuel I., König von Sardinien-Piemont, im Jahre 1821 nach einer Revolte gestürzt wurde, brachte man den erst einjährigen Prinzen aus Sicherheitsgründen nach Florenz. Die nächsten zehn Jahre seiner Kindheit lebte er am Hof seines Großvaters mütterlicherseits, Ferdinand III. von Österreich-Toskana, fernab der Eltern in der Obhut von Tutoren und Erziehern.
Einen Einschnitt im Leben des jungen Viktor Emanuel markierte das Jahr 1831, als sein Vater als Karl Albert I. den Thron Sardinien-Piemonts bestieg und seinen ältesten Sohn nach Turin zurückholte. Er war nun Thronfolger und bekam den Titel Herzog von Savoyen verliehen. Fortan übernahmen ausgesuchte Persönlichkeiten aus Politik, Verwaltung, Militär und Kirche die Erziehung des Kronprinzen, der bereits früh einen gefestigten Charakter zeigte und reges Interesse am Militärwesen sowie Politik hatte.
Zu Beginn des Jahres 1848 brach in Paris eine Revolution (Februarrevolution 1848) aus. Das revolutionäre Feuer erfasste bald den gesamten Kontinent, somit auch die norditalienischen Königreiche Sardinien-Piemont und Lombardo-Venetien, das die österreichische Herrschaft abschütteln wollte. Karl Albert, der als liberaler Reformer galt, gewährte seinem Reich am 4. März 1848 eine Verfassung und unterstützte offen die nationalistisch-revolutionäre Bewegung in Lombardo-Venetien, weshalb er Österreich den Krieg erklärte. Während des nun folgenden Ersten Unabhängigkeitskrieges diente Viktor Emanuel im Rang eines Generals. Er befehligte verschiedene Einheiten in den Schlachten von Pastrengo, Santa Lucia, Goito und Custozza. Aller militärischen Anfangserfolge zum Trotz wendete sich das Kriegsglück im Spätsommer 1848 zugunsten der österreichischen Armee, und nach der schweren Niederlage in der Schlacht bei Novara (23. März 1849) musste sich Sardinien-Piemont geschlagen geben. Dem österreichischen Feldmarschall Josef Wenzel Radetzky war es gelungen, die Aufstände in Oberitalien niederzuschlagen und die Herrschaft der Habsburger wiederherzustellen.

## König von Sardinien-Piemont (1849 bis 1861)

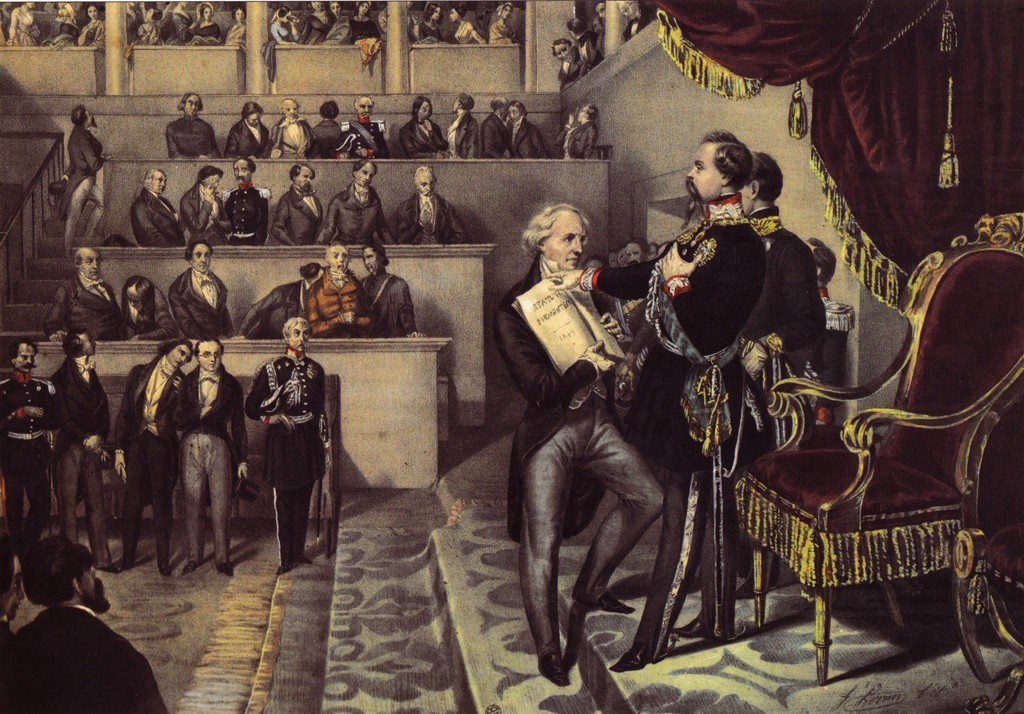
Eid von König Viktor Emanuel II. zum König von Sardinien 1849

Noch am Tag der Niederlage von Novara dankte Karl Albert I. zugunsten seines ältesten Sohnes ab und übertrug Viktor Emanuel die Königswürde. Im Beisein des Kabinetts und seiner beiden Söhne unterzeichnete der geschlagene Monarch die Abdankungsurkunde und ging ins Exil nach Portugal. Viktor Emanuel trat ein schweres Erbe an und strebte umgehend eine Beendigung der Kampfhandlungen mit Österreich an. Im Waffenstillstandsabkommen von Vignale gelang es ihm, die Gegenseite zu milden Bedingungen zu bewegen. Sardinien-Piemont verpflichtete sich zur Zahlung einer Kriegsentschädigung in Höhe von 75 Millionen Francs, während die territoriale Integrität unangetastet blieb.
Innenpolitisch setzte der durchsetzungsfähige und willensstarke Viktor Emanuel die unter seinem Vater begonnene Entwicklung zu Liberalisierung und Modernisierung fort. Sehr zur Freude liberaler Kreise leistete er am 29. März 1849 seinen Verfassungseid und ließ den geschlossenen Waffenstillstand vom Parlament ratifizieren. Zu seinem wichtigsten Minister (ab 1852 Premierminister) und persönlichen Berater machte er den Grafen Cavour, der enormen politischen Weitblick beweisen sollte. Trotz fehlender Sympathie, die teilweise sogar an persönliche Abneigung grenzte, war der König von den politischen Fähigkeiten seines Regierungschefs überzeugt und hielt bis zum Ableben Cavours 1861 an ihm fest. Dieser setzte in der Folge ein umfangreiches Reformprogramm um. Die Trennung von Staat und Kirche wurde vollzogen (Verstaatlichung kirchlichen Eigentums, Einschränkung des Einflusses katholischer Orden), die geschlagene Armee reorganisiert, Verwaltungsapparat und Gerichtswesen wurden modernisiert. Cavour trieb die wirtschaftliche Entwicklung des Landes voran, das sich zu einem der fortschrittlichsten Staaten Europas aufschwang.

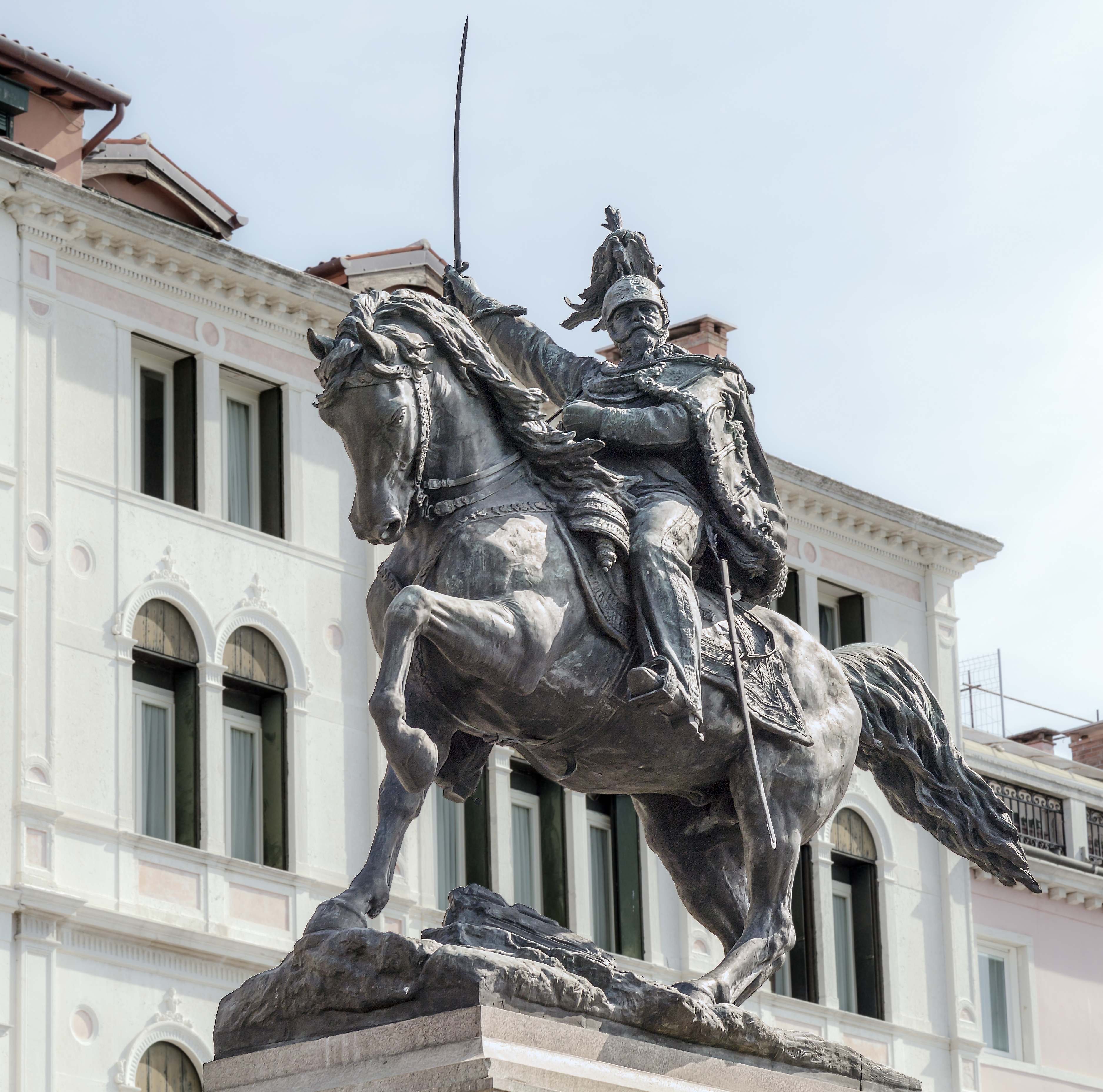
Viktor Emanuel II.

Daneben einte Viktor Emanuel und Cavour das gemeinsame Ziel, einen italienischen Nationalstaat zu schaffen. Trotz des erlittenen Rückschlags 1848/49 waren die Sehnsüchte der meisten Italiener auf eine geeinte Nation ungebrochen und die Hoffnungen der Bevölkerung ruhten auf den Schultern Viktor Emanuels, der sich allmählich zur Symbolfigur des Risorgimento entwickelte. Zu dieser Zeit konnte man immer wieder den Ausspruch Viva Verdi! vernehmen. Was wie eine Huldigung des damals populären Komponisten Giuseppe Verdi klingt, war stattdessen eine Abkürzung für Vittorio Emanuele Re d’Italia („Viktor Emanuel König von Italien“). König und Premierminister kamen jedoch zur Ansicht, dass die Einigung Italiens aus eigener Kraft gegen den militärischen Widerstand der Großmacht Habsburg nicht zu schaffen sei, weshalb es umfangreicher Vorbereitungen und der Unterstützung ausländischer Mächte bedürfe. Zu diesem Zweck musste man die „italienische Frage“ den Mächten Europas vor Augen führen und zunächst eigene Opfer bringen. 1853 stellte Viktor Emanuel ein Expeditionsheer von 15.000 Soldaten auf, um auf Seiten Frankreichs, Großbritanniens und des Osmanischen Reiches am Krimkrieg (1853 bis 1856) gegen Russland teilzunehmen. Durch diesen Schritt konnte sich Sardinien-Piemont im Reigen der europäischen Großmächte präsentieren und seiner Armee gelang es, sich zu rehabilitieren. Das neu gewonnene außenpolitische Gewicht versuchte Viktor Emanuel in eine Bindung an Frankreich, das an einer entscheidenden Schwächung Österreichs in Europa interessiert war, umzumünzen. Die Interessen Habsburgs standen nach wie vor einem geeinten italienischen Nationalstaat entgegen, doch nun konnte man in Turin auf die Unterstützung des französischen Kaisers Napoleon III. hoffen. Infolge einer gezielten politisch-militärischen Provokation Sardiniens marschierten 1859 österreichische Truppen ins Piemont ein. Nun griffen die Voraussetzungen des sardinisch-französischen Geheimvertrags von Plombières-les-Bains (1858) und Frankreich trat in den Sardinischen Krieg ein. Mit vereinten Kräften konnten die österreichischen Truppen geschlagen werden (Schlacht von Magenta, Schlacht von Solferino). Als Folge mussten die Österreicher Oberitalien räumen. Nach dem Vorfrieden von Villafranca (11. Juli 1859) fiel die Lombardei an Sardinien-Piemont, das im Gegenzug das Herzogtum Savoyen und die Grafschaft Nizza vertragsgemäß an Frankreich abtrat.
Durch diesen Sieg gewann der italienische Nationalismus neue Schubkraft und die mittelitalienischen Staaten (Großherzogtum Toskana, Herzogtum Modena, Herzogtum Parma und die Romagna) stimmten in Plebisziten für den Anschluss an Sardinien-Piemont. Gleichzeitig gelang es Giuseppe Garibaldi mit seinen Freischärlern 1860, die Bourbonen aus dem süditalienischen Königreich beider Sizilien zu vertreiben (Zug der Tausend). Beim berühmten Treffen von Teano am 26. Oktober 1860 erkannte Garibaldi, im Grunde eher Demokrat und Republikaner, die Souveränität Viktor Emanuels auch in Süditalien an und trat daraufhin von eigenen Machtansprüchen zurück. Die ursprünglich starken republikanisch-demokratischen und radikalliberalen Bewegungen des Risorgimento waren durch die gescheiterte Revolution von 1848/49 erheblich geschwächt worden, sodass sich das konstitutionell-monarchische Prinzip in Italien durchsetzte.

## König von Italien (1861 bis 1878)

Flagge des geeinten Italiens mit dem Wappen des Hauses Savoyen

Dieses Treffen war der entscheidende Schritt zur Einigung des Landes. Am 17. März 1861 verkündeten die Abgeordneten des Parlaments in Turin die Geburt des Königreichs Italien und proklamierten Viktor Emanuel zum König. Allerdings behielt dieser seinen Namen, Viktor Emanuel II., und wählte keinen neuen Herrschernamen, was in der Bevölkerung den Eindruck erweckte, Sardinien-Piemont habe das Land nicht geeint, sondern erobert.
Doch mit Venetien und dem mittelitalienischen Kirchenstaat fehlten noch bedeutende Territorien, um die Einigung des Landes zu vervollständigen. Nach einer Geheimallianz mit dem preußischen Ministerpräsidenten Otto von Bismarck kam es 1866 erneut zum Krieg gegen Österreich (Dritter Italienischer Unabhängigkeitskrieg). Obwohl die italienischen Truppen auf dem Schlachtfeld nicht erfolgreich waren, annektierte Italien nach dem preußischen Sieg von Königgrätz und dem Frieden von Wien Venetien. Vier Jahre später nutzte Viktor Emanuel die Gunst der Stunde, als Napoleon III. nach Ausbruch des Deutsch-Französischen Krieges seine Schutztruppen aus dem Kirchenstaat abzog und so den Weg für den Einmarsch der Italiener freimachte. Am 20. September 1870 besetzten die Truppen Viktor Emanuels nahezu kampflos Rom und Italien annektierte das Territorium des Kirchenstaates. Im Folgejahr erklärte der König die „Ewige Stadt“ zur neuen Hauptstadt und bezog im Palazzo del Quirinale Residenz. Diese Maßnahmen führten zu einer jahrzehntelangen Auseinandersetzung des Hauses Savoyen mit dem Heiligen Stuhl, in dessen Verlauf Viktor Emanuel vom Papst sogar exkommuniziert wurde (Römische Frage).

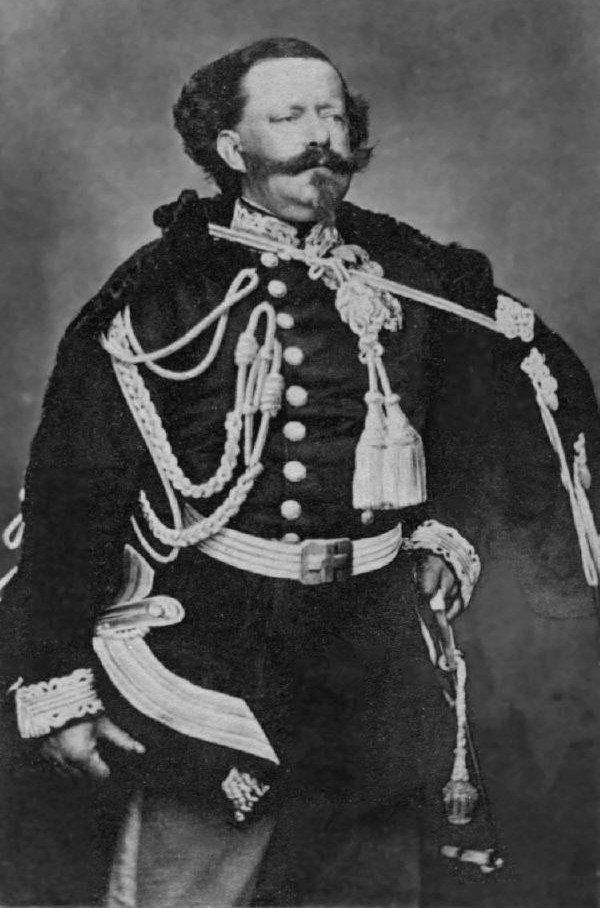
Fotografie (ca. 1861)

Nach Jahrzehnten der Waffengänge und Kriege kehrte zum Ende der Herrschaft Viktor Emanuels Ruhe ein, obwohl zahlreiche Nationalisten mit der Bewegung des Irredentismus die Erlösung weiterer italienisch besiedelter Gebiete beanspruchten. Das Augenmerk richtete sich dabei zunächst auf die unter dem Slogan Trento e Trieste („Trient und Triest“) zusammengefassten Gebiete, die später auch das Tessin, Istrien und Dalmatien umfassten.
Viktor Emanuel, dem es gelungen war, einen Nationalstaat zu schaffen, erfreute sich großer Beliebtheit in der italienischen Bevölkerung, die ihm den Beinamen Padre della Patria („Vater des Vaterlandes“) gaben. Aufgrund seines Auftretens und Benehmens nannte man ihn auch Re Galantuomo („Gentleman-König“).

## Lebensende
Viktor Emanuel war ein passionierter Jäger, der auch in den Wintermonaten seiner Leidenschaft intensiv nachging. Im Rahmen einer Jagdgesellschaft verbrachte der Monarch Ende Dezember 1877 eine Nacht im Freien, doch die kalte Feuchtigkeit erwies sich für seine ohnehin empfindliche Lunge als fatal. Er zog sich eine Erkältung zu, die sich im Januar 1878 zu Fieber und Schüttelfrost ausweitete. Am 9. Januar schließlich verstarb Viktor Emanuel II. im Alter von 57 Jahren.
Sein ältester Sohn und Nachfolger Umberto I. ließ ihn nicht in der Basilika von Superga, der traditionellen Grablege des Hauses Savoyen, sondern im Pantheon zu Rom bestatten. Mit diesem Schritt sollte der Anspruch des Königreichs Italien auf Rom als Hauptstadt untermauert werden. Die Grabstätte wurde in der Folge zu einem Wallfahrtsort für Hunderttausende von Italienern aus allen Regionen des Landes.
Zu Ehren Viktor Emanuels und der Erinnerung an das Risorgimento errichtet wurden das imposante Monumento Vittorio Emanuele II (il Vittoriano) in Rom, die Galleria Vittorio Emanuele II in Mailand.

## Ehe und Nachkommen

Königliches Wappen des Hauses Savoyen

Am 12. April 1842 heiratete Viktor Emanuel auf Schloss Stupinigi seine Cousine Erzherzogin Adelheid von Österreich, eine Nichte des österreichischen Kaisers Franz I.
Aus der Ehe gingen acht Kinder hervor:
- Marie Clotilde (* 2. März 1843; † 25. Juni 1911) ⚭ Napoléon Joseph Charles Paul Bonaparte
- Umberto (* 14. März 1844; † 29. Juli 1900) als Umberto I. König von Italien
- Amadeus Ferdinand (* 30. Mai 1845; † 18. Januar 1890) als Amadeus I. König von Spanien
- Oddone Eugenio (* 11. Juli 1846; † 22. Januar 1866), Prinz von Savoyen und Herzog von Montferrat
- Maria Pia (* 16. Oktober 1847; † 5. Juli 1911) ⚭ 1862 Ludwig I., König von Portugal
- Carlo Alberto (* 2. Juni 1851; † 28. Juni 1854), Herzog von Chablais
- Viktor Emanuel (* 7. Juli 1852, Totgeburt)
- Viktor Emanuel (* 8. Januar 1855; † 17. Mai 1855)

Nach dem Tod Adelheids im Jahre 1855, heiratete Viktor Emanuel am 18. Oktober 1869 seine langjährige Mätresse Rosa Vercellana in morganatischer Ehe („zur linken Hand“, die Nachkommen sind von der Thronfolge ausgeschlossen). Mit ihr hatte er zwei Kinder:
- Vittoria (* 3. Dezember 1848; † 29. Dezember 1905)
- Emanuele Alberto (* 26. Juni 1851; † 25. Dezember 1894), Graf von Mirafiori und Fontanafredda

Aus seinen zahlreichen Liebschaften gingen mehrere uneheliche Kinder hervor, unter anderem:
- Maria Pia (* 25. Februar 1866; † 19. April 1947), Gräfin von Montecuccoli